# Nectari de Constantinoble
Nectari (en llatí Nectarius, en grec antic Νεκτάριος) (Tars, Cilícia, mitjan segle iv - Constantinoble, 27 de setembre del 397) va ser patriarca de Constantinoble, successor en el càrrec de Gregori de Nazianz i predecessor de Joan Crisòstom. És venerat com a sant per les esglésies catòlica i ortodoxa.

## Biografia
Quan Gregori va renunciar al seu càrrec l'any 381 va ser escollit Nectari, un senador de noble família, nadiu de Tars. En aquell moment Nectari estava a punt de tornar a Tars junt amb el bisbe Diodor, que en aquell moment era a Constantinoble pel Concili de Constantinoble I. Diodor, al veure l'aspecte majestuós de Nectari, amb els cabells blancs, va restar sorprès, i com que no hi havia candidat clar per la successió de Gregori, li va plantejar de posposar el viatge i el va recomanar a Flavià, bisbe d'Antioquia, com a successor a la seu. Flavià, que coneixia Nectari, va riure i va posar el seu nom al final de la llista de propostes que es presentava a l'emperador. Per sorpresa de tothom, Teodosi va seleccionar Nectari, qui ni tan sols havia estat batejat. Els bisbes, davant de l'acceptació del poble d'aquell nomenament, van accedir a la designació imperial i Nectari va ser batejat i abans de què tingués temps de treure's la túnica de catecumen, va ser vestit com a patriarca.
Davant de les qüestions plantejades al Concili de Constantinoble, que lògicament va presidir, va donar mostres de la seva discreció i va posar al seu costat al bisbe Ciríac d'Adana, i així es van aprovar diversos cànons (9 de juliol del 381. El concili va seguir el 382). Es va decretar que Constantinoble era la nova Roma i el patriarca el segon dignatari en autoritat després del papa, tema en el que va influir l'emperador que volia un poder eclesiàstic alternatiu a Constantinoble davant de Roma. El juliol de 383 es va celebrar un nou concili, no ecumènic, a la capital, amb assistència de tots els dirigents de les diverses branques del cristianisme, als que es va exigir una confessió de fe segons el Credo de Nicea i els que no ho van fer van ser condemnats. Això li va portar a Nectari durs enfrontaments amb els arrians.
Quan l'emperador Teodosi era a Itàlia lluitant amb Magne Màxim, va córrer el rumor de la seva mort i van esclatar disturbis, l'any 388, promoguts precisament pels arrians i van cremar la casa de Nectari. El 390 a causa de la seducció d'una dona noble per un diaca, hi va haver nous aldarulls i es va abolir la pràctica de la confessió per a aquests casos.
L'any 394 es va fer un altre concili no ecumènic a Constantinoble, per tractar d'una disputa sobre el bisbat de Bostra (Bostria). Nectari va morir el 27 de setembre del 397. Probablement era casat i tenia un fill. Un germà seu, Arsaci de Tars, va ser també patriarca el 404.
De Nectari es diu que va ser un home molt hàbil, i que es va saber rodejar d'homes versats en teologia per fer front a les controvèrsies que existien dins de l'església. Va escriure una homilia d'un màrtir, De S. Theodoro, encara que alguns erudits dubten de la seva autoria. També se l'esmenta com a autor de Sententia Synodalis de Episcopatu Bostrensi, amb les decisions adoptades sobre el bisbat de Bostra.